# Kuppe, Kunigal
Kuppe là một làng thuộc tehsil Kunigal, huyện Tumkur, bang Karnataka, Ấn Độ.